# Görgey Etelka
Görgey Etelka (álnév: Raana Raas, Komló, 1974. december 16. –) műfordító, író, teológus, hebraista, református lelkész. 2022-ben újraházasodott, újra felvette leánykori nevét (Suhajda Etelka), de írói névként megtartotta a Görgey Etelkát.

## Tanulmányai
A középiskolát Pécsett végezte egy magyar–olasz gimnáziumban, utána a Károli Gáspár Református Egyetemen hallgatott teológiát, ugyanott végezte a doktori programot is. Disszertációját 2007 decemberében védte meg. Időközben elvégezte az ELTE Hebraisztika szakát is.

## Irodalmi tevékenység
- Csodaidők c. regény-tetralógiájának első kötete Az ogfák vöröse címmel 2006-ban, a második kötet, a Kiszakadtak 2008-ban jelent meg az Animus Kiadó gondozásában; a harmadik kötet, az Árulás 2009-ben, a negyedik, a Hazatérők 2010-ben a Shremeya Kft. kiadásában.
- Időcsodák c. regény-tetralógiájának első kötete Elágazó utak címmel 2012-ben, a második kötet, az Ellenállók 2013-ban jelent meg a Shremeya Kft. kiadásában. A harmadik kötet, a Menekülők 2017-ben, a sorozat záró kötete, a Vezetők 2022-ben jelent meg.

## Tudományos tevékenység
- Lét és jogosság – a 82. zsoltár magyarázata, szakdolgozat, 2000.
- „’Iš damim ’attah” – A 2Sám 21,1-14 és Dávid a Krónikák könyvében, Doktorok Kollégiuma előadás, Budapest, 2000.
- „Eli, Eli lama šabaktani” – a 22. zsoltár és a keresztrefeszítés története, Református Egyház 4/2000[1]
- Istennek ereje – „bolondság”? Református Egyház 7-8./2001[2]
- Siralmak és közösség, Sacra Eruditio 1/ 2005[3]
- Jeruzsálem ostroma a Siralmak–Királyok–Krónikák könyveiben – a párhuzamos szöveghelyek vizsgálata, Doktorok Kollégiuma előadás 2005.
- Rókák a szőlőben – az Énekek éneke képei és azok használói, Borostyán-kút, 4/2005
- Biblia és liturgia, előadás a Pápai Református Teológia liturgiai előadássorozatán, 2006. (megjelenés alatt)[4]
- „Minden egész eltört…?” Deutero-Ézsaiás magyarázattörténetének állása a XX-XXI. század fordulóján, Studia Biblica Athanasiana, (megjelenés alatt)[5]
- Érc ég, vas föld – Hangok és visszhangok a Siralmak könyvében, doktori disszertáció, 2006[6]
- Psat, targum, midrás – A Siralmak könyve a rabbinikus irodalomban, szakdolgozat, 2007.
- Életközösség, történeti gondolkodás, párbeszéd - Az Ószövetséget létrehozó közösség és a közösséget létrehozó Ószövetség kapcsolata, Református Egyház LIX/9 (2007 szeptember)[7]

## Magánélet
Hobbija a nyelvészet és a nyelvtörténet, három európai nyelven beszél, több holt nyelv ismerője. Jelenleg a Komlói Református Gyülekezet lelkésze, újraházasodott, családjával Komlón él.